# Pănet (gmina)
Pănet – gmina w Rumunii, w okręgu Marusza. Obejmuje miejscowości Berghia, Cuieșd, Hărțău, Pănet i Sântioana de Mureș. W 2011 roku liczyła 6033 mieszkańców.